# Jorge Enrique Vidt
El coronel Jorge Enrique Vidt (apellido originalmente escrito en alsaciano: Widt) fue uno de los oficiales argentinos en la lucha por la independencia en el norte del país, segundo y sucesor de Martín Miguel de Güemes al mando de las milicias salteñas.

## Biografía
Jorge Enrique Vidt nació en Estrasburgo, Alsacia, el 2 de agosto de 1772. Combatió como oficial en el ejército de Napoleón Bonaparte hasta la batalla de Waterloo, en 1815, tras la cual emigró a Estados Unidos. En 1817 se trasladó a las Provincias Unidas del Río de la Plata y fue incorporado al Regimiento de Dragones de la Nación con el grado de capitán.
Pasó luego a servir en las fuerzas de Martín Miguel de Güemes. Volvió a los Dragones con el grado de coronel y en 1821 se convirtió en mayor general del Ejército del Norte. Ese año rechazó la última invasión realista a Salta. Volvió a las filas de Güemes como Jefe del Estado Mayor de su ejército, y poco después, en su lecho de muerte, el caudillo salteño lo nombró comandante en jefe del ejército provincial.
Pese a ser extranjero era muy popular entre los gauchos, quienes lo llamaban Ubite.[cita requerida]
Fue ascendido a coronel en mayo de 1821 sin que se hiciera de manera formal debido a la situación convulsa que se vivía en la provincia de Salta por aquella época. El ascenso fue confirmado por el gobernador, José Ignacio de Gorriti, el 24 de noviembre de ese año. Continuó prestando servicio en el ejército hasta el 14 de febrero de 1824, cuando se marchó de la provincia para nunca regresar, debido a su implicación en el complot para derrocar al gobernador, el general Arenales. En ese mismo año se marchó a vivir Inglaterra.[cita requerida]
Se le conoce una carta fechada el 8 de abril de 1866, escrita en francés, firmada en Estrasburgo y dirigida al general Dionisio Puch que hace suponer, debido a su avanzada edad, que falleció en su ciudad natal poco tiempo después de esta fecha. Se ignora cuándo y dónde falleció.

## Legado
Una calle de la ciudad de Buenos Aires y otra de la ciudad de Salta llevan su nombre.